# East Millcreek
East Millcreek és una concentració de població designada pel cens dels Estats Units a l'estat de Utah. Segons el cens del 2000 tenia 21.385 habitants.

## Demografia
Segons el cens del 2000, East Millcreek tenia 21.385 habitants, 7.479 habitatges, i 5.564 famílies. La densitat de població era de 1.855,5 habitants per km².
Dels 7.479 habitatges en un 33,2% hi vivien nens de menys de 18 anys, en un 62,2% hi vivien parelles casades, en un 9,3% dones solteres, i en un 25,6% no eren unitats familiars. En el 20,7% dels habitatges hi vivien persones soles el 10,2% de les quals corresponia a persones de 65 anys o més que vivien soles. El nombre mitjà de persones vivint en cada habitatge era de 2,82 i el nombre mitjà de persones que vivien en cada família era de 3,31.
Per edats la població es repartia de la següent manera: un 26,8% tenia menys de 18 anys, un 10% entre 18 i 24, un 23,4% entre 25 i 44, un 21,5% de 45 a 60 i un 18,3% 65 anys o més.
L'edat mediana era de 38 anys. Per cada 100 dones de 18 o més anys hi havia 89,9 homes.
La renda mediana per habitatge era de 57.678 $ i la renda mediana per família de 66.742 $. Els homes tenien una renda mediana de 51.165 $ mentre que les dones 30.507 $. La renda per capita de la població era de 25.206 $. Entorn del 4,3% de les famílies i el 5,7% de la població estaven per davall del llindar de pobresa.

## Poblacions més properes
El següent diagrama mostra les poblacions més properes.